# Evangelische Kirche (Wald-Michelbach)

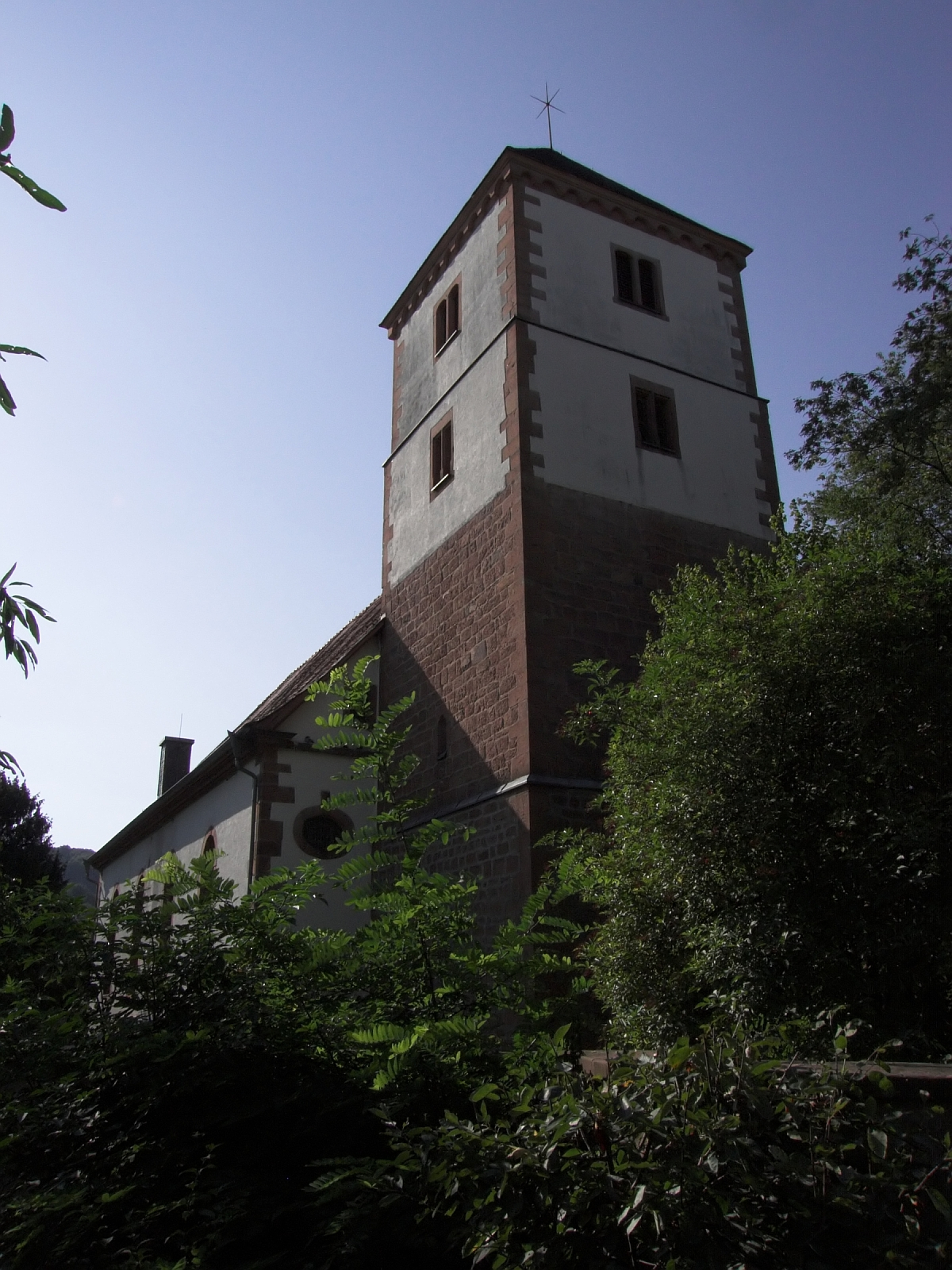
Evangelische Kirche (Wald-Michelbach)

Die evangelische Kirche Wald-Michelbach ist ein denkmalgeschütztes Kirchengebäude, das in Wald-Michelbach im Landkreis Bergstraße in Hessen steht. Die Kirchengemeinde gehört zum Dekanat Bergstraße in der Propstei Starkenburg der Evangelischen Kirche in Hessen und Nassau.

## Beschreibung
Das Kirchenschiff der Saalkirche wurde 1751–55 erneuert und verlängert. Über dem Chor und dem Eingang wurden Emporen errichtet. Weil Platzmangel bestand, kam 1813 eine Empore auf der Nordseite hinzu. Der Kirchturm im Osten, der ursprünglich zu einer Wehrkirche aus dem frühen 13. Jahrhundert gehörte, erhielt eine Zwiebelhaube. Die Obergeschosse des Turms wurden mehrfach verändert, zuletzt nach einem Brand im Jahr 1835, als ein Geschoss abgetragen und die Zwiebelhaube durch ein provisorisches Pyramidendach ersetzt wurde, das jedoch bis heute blieb. Seit 1862 dient der Turm als Glockenturm, nachdem im Glockenstuhl drei Kirchenglocken aufgehängt wurden. 1874  wurde auch auf der Südseite eine Empore errichtet. Der Innenraum des Kirchenschiffs ist mit einer Flachdecke überspannt, die mit Vouten versehen ist. Im Osten steht über der Kanzel die Orgel auf der Empore. Sie hat 14 Register, 2 Manuale und Pedal und wurde von E. F. Walcker & Cie. 1943 gebaut. Die Kirchenbänke stehen parallel zu den Längsseiten unter den Emporen. Dazwischen in der Mitte steht der Abendmahlstisch.